# Takumu Kawamura
Takumu Kawamura (川村 拓夢?, Kawamura Takumu; Asaminami-ku, 28 agosto 1999) è un calciatore giapponese, centrocampista del Salisburgo e della nazionale giapponese.

## Caratteristiche tecniche
È un centrocampista versatile, in grado di adattarsi a qualsiasi ruolo nel centrocampo, potendo essere impiegato come trequartista, centrale, mediano o come mezzala. All’occorrenza, grazie anche ai suoi 183 cm di altezza, sa giocare anche nel ruolo di difensore centrale. Di piede mancino, è abile tecnicamente nei passaggi sia lunghi che ravvicinati che gli consentono sia di effettuare il cambio gioco, sia di impostare la manovra offensiva per gli inserimenti in attacco dei suoi compagni di squadra. Inoltre, possiede un buon tiro potente e preciso dalla distanza che usa subito in seguito ad un dribbling o ad una deviazione di un cross.

## Carriera

### Club

#### Inizi e Sanfrecce Hiroshima
Muove i primi passi come calciatore all’età di 7 anni nella società “Hara Soccer Club” di Asaminami-ku, quartiere della città di Hiroshima di cui è originario, quando viene notato da alcuni scout del Sanfrecce Hiroshima. Quindi, dopo il termine della sua formazione nella scuola elementare municipale “Hara”, cresce nel settore giovanile della più blasonata squadra di Chūgoku.
A febbraio 2018 viene promosso in prima squadra assieme al connazionale Ayumu Kawai, vestendo la maglia con il numero 29. Fa il suo esordio il 7 marzo seguente, all’età di 17 anni, in occasione della gara esterna di Coppa J. League contro il Gamba Osaka, vinta 4-0 e valida per la qualificazione alla fase ad eliminazione diretta della competizione, sostituendo l’attaccante Daiki Watari all’82º minuto. Gioca altre due partite della fase a giorni di Coppa J. League il 14 marzo e il 18 aprile 2018, entrambe contro il Nagoya Grampus, rispettivamente vincendo la sfida casalinga 2-1 e perdendo quella fuori casa con il medesimo risultato: in quest’ultima partita Kawamura è stato in campo in tutti i 90 minuti di gioco.
Il 7 agosto subisce un infortunio durante una sessione di allenamento con il Sanfrecce Hiroshima, lesionandosi il muscolo ileopsoas della gamba destra e restando fermo per sei settimane, costringendolo a saltare l’ultima parte della stagione 2018, giocando in totale solamente 3 partite in Coppa J. League.

#### Prestito all’Ehime FC
Il 26 dicembre 2018 viene annunciato il suo passaggio in prestito per un anno all’Ehime FC, club di Matsuyama militante in J2 League, nella seconda divisione nipponica. Inizia ad accumulare presenze solo a partire dalla seconda metà della stagione 2019, facendo il suo debutto il 3 luglio 2019 nella sfida del 2º turno di Coppa dell'Imperatore, giocata fuori casa contro il Tokushima Vortis; dopo essere partito da titolare ricoprendo il ruolo di difensore centrale per tutti i minuti regolamentari, Kawamura sbaglia l’unico rigore fallito, consentendo ai padroni di casa di qualificarsi per il terzo turno della competizione nazionale. Esordisce in campionato il 13 ottobre 2019 nella partita persa 1-0 contro l’Albirex Niigata, venendo sostituito al 56’ da Kōji Yamase. Il 16 novembre 2019, nella penultima giornata di campionato contro l’FC Ryūkyū, realizza il suo primo gol in carriera al 14º minuto di gioco.
Nonostante il restrittivo minutaggio concessogli in campo (5 presenze nella stagione 2019), il 25 dicembre seguente viene annunciato l’accordo della prolungazione del suo prestito, valevole ancora per un anno. Nella stagione 2020 assume molta più importanza all’interno della rosa dell’Ehime FC, collezionando 39 presenze e 6 gol su 42 partite in J2 League e giocando in più posizioni nel ruolo di centrocampista. Al termine della stagione, malgrado le buone prestazioni di Kawamura, l’Ehime FC si classifica al penultimo posto, ma nonostante ciò, non viene retrocessa in J3 League, in quanto il 19 marzo precedente la J. League ha annunciato che non ci sarebbero stati club che sarebbero scesi nella lega inferiore a causa della pandemia di COVID-19.
Il 26 dicembre 2020, viene ufficializzato un’ulteriore estensione di un anno del suo prestito all’Ehime FC. L’11 aprile 2021 realizza una doppietta nel pareggio contro il Fagiano Okayama in campionato, segnando uno dei due gol con un tiro da fuori area potente e preciso alla destra del portiere avversario. Due mesi dopo riporta un infortunio al muscolo bicipite femorale facendolo stare per più un mese out. Ritorna al gol il 9 agosto 2021 segnando al 55’ contro il Thespakusatsu Gunma. Termina la sua terza stagione in J2 League come vice capitano ottenendo il 20º posto (non riuscendo quindi ad evitare la retrocessione in J3 League), totalizzando 8 reti in 34 gare di campionato e con un gol nell’unica partita di coppa giocata contro l’FC Imabari, dove la squadra di Matsuyama perde 2-1, venendo eliminata già al primo turno. Chiude la sua esperienza all’Ehime FC con 79 gare disputate, 16 reti e 6 assist.

#### Ritorno al Sanfrecce Hiroshima
Dopo tre anni in prestito in J2 League, il 10 dicembre 2021 viene annunciato il suo ritorno nella massima serie giapponese al Sanfrecce Hiroshima, stavolta inserito in pianta stabile nei titolari della rosa della prima squadra, in seguito al trasferimento in Svizzera di Hayao Kawabe. Il 19 febbraio 2022 debutta in J1 League subentrando nel secondo tempo al posto di Toshihiro Aoyama nella gara casalinga pareggiata 0-0 contro il Sagan Tosu. Il 6 agosto successivo, nella gara vinta 2-0 sul campo dei Kashima Antlers, realizza il suo primo gol in J1 League con la maglia del Sanfrecce Hiroshima, mentre un mese più tardi decide, negli ultimi minuti di gioco, il match di campionato contro lo Shimizu S-Pulse, entrando in campo al 76’ e segnando le due reti all’83’ e al 90+5’; il gol del 2-0 è stato realizzato grazie ad un tiro di mancino a parabola effettuato oltre la linea di metà campo ad una distanza di 60 metri dalla porta avversaria difesa da Shūichi Gonda. Il gol, che viene eletto come “Gol del mese“ di settembre, è stato ritenuto da alcuni media giapponesi superiore alla rete dalla lunga distanza che David Beckham ha realizzato ai tempi del Manchester United nel 1997. Quattro giorni dopo segna, sempre ai minuti di recupero, il gol vittoria contro il Cerezo Osaka, nella partita valida per l’accesso alle semifinali della Coppa dell'Imperatore 2022, mentre il 21 settembre seguente segna due gol anche nella terza competizione, la Coppa J.League, firmando le sue reti nell’andata della semifinale fuori casa contro l’Avispa Fukuoka terminata per 3-2 per la squadra ospite. Il 16 ottobre 2022, nella finale di Coppa dell'Imperatore 2022 contro lo sfavorito Ventforet Kofu giocata a Yokohama, firma la rete dell’1-1; tuttavia, nell’epilogo ai tiri di rigore, è l’unico calciatore che non riesce a mettere a segno il proprio tentativo, facendosi parare il tiro da Kōhei Kawata e sancendo la mancata vittoria del Sanfrecce Hiroshima. Il successivo 22 ottobre mette in bacheca il suo primissimo trofeo, la Coppa J.League 2022, sconfiggendo in finale il Cerezo Osaka 2-1; la coppa è anche la prima in assoluto che il club di Hiroshima conquista. Termina la stagione 2022 con 16 presenze e 3 reti in J1 League e 4 gol in 11 partite nelle due competizioni nazionali. Il 7 novembre 2022 vince il premio di “Gol dell’anno”, riconoscimento dovuto in seguito alla rete dalla distanza siglata contro lo Shimizu S-Pulse.
Il 6 dicembre seguente rinnova il contratto di un anno con il Sanfrecce Hiroshima, raddoppiando il suo stipendio da 8 milioni a 15 milioni di Yen. All’inizio della stagione 2023 cambia numero di maglia, passando dal 27 all’8. In più, l’allenatore tedesco Michael Skibbe lo schiera come titolare fisso nella posizione di trequartista. Il 18 febbraio 2023, nella prima sfida di campionato pareggiata 0-0 contro il Consadole Sapporo, il VAR gli annulla ingiustamente un gol segnato con un colpo di testa; qualche giorno più tardi, la commissione arbitrale della JFA in una nota ha ammesso l’errore del direttore di gara. Il 26 marzo segna la sua prima rete della stagione, entrando nel tabellino dei marcatori nella gara della fase a gironi di Coppa J.League 2023 disputata all’Edion Stadium Hiroshima contro il Nagoya Grampus. Segna anche nella successiva sfida di Coppa J. League 2023 contro il Vissel Kobe, vinta fuori casa 5-0. Il 7 maggio 2023 realizza la rete del 3-1 nella vittoria casalinga di campionato contro l’Avispa Fukuoka. Il giorno della partita casalinga di J1 League contro il Tokyo Verdy (vinta per 4-1) del 15 giugno 2024, viene annunciato che quella contro il club della capitale sarà per Kawamura una partita di addio, in quanto sono state avviate delle procedure e dei preparativi di un suo trasferimento in direzione di una squadra d'oltreoceano non specificata; Kawamura ha giocato interamente la sua ultima partita con i viola.

#### Salisburgo
Il 24 giugno 2024 viene confermato il suo passaggio agli austriaci del Salisburgo per 1,5 milioni di Euro, firmando un contratto quadriennale e scegliendo la maglia numero 16.

### Nazionale

#### Nazionale maggiore
Il 25 maggio 2023 riceve dal CT Hajime Moriyasu la sua prima convocazione in nazionale per le amichevoli contro El Salvador e il Perù rispettivamente del seguente 15 e 20 giugno. Il 14 giugno successivo lascia il ritiro con la nazionale per problemi di salute, lasciando il proprio posto ad Atsuki Itō. Il 7 dicembre 2023 riceve la chiamata di convocazione per l'amichevole di capodanno 2024 contro la Thailandia, finalizzata per ultimare la lista dei convocati per la Coppa d'Asia 2023 dell'allenatore Hajime Moriyasu. Fa il suo debutto in nazionale entrando al 79º minuto rimpiazzando il centrocampista centrale Ao Tanaka: dopo soli tre minuti di gioco realizza la sua prima rete con la maglia del Giappone, segnando con un doppio colpo di testa (la prima conclusione di testa è stata respinta dal portiere thailandese). Qualche ora dopo la fine della partita viene escluso dai convocati per la Coppa d'Asia 2023.

## Statistiche

### Presenze e reti nei club
Statistiche aggiornate al 24 maggio 2025
| Stagione                   | Club                       | Campionato                 | Campionato | Campionato | Coppe nazionali | Coppe nazionali | Coppe nazionali | Coppe continentali | Coppe continentali | Coppe continentali | Supercoppe | Supercoppe | Supercoppe | Totale | Totale |
| Stagione                   | Club                       | Comp                       | Pres       | Reti       | Comp            | Pres            | Reti            | Comp               | Pres               | Reti               | Comp       | Pres       | Reti       | Pres   | Reti   |
| -------------------------- | -------------------------- | -------------------------- | ---------- | ---------- | --------------- | --------------- | --------------- | ------------------ | ------------------ | ------------------ | ---------- | ---------- | ---------- | ------ | ------ |
| 2018                       | Sanfrecce Hiroshima        | J1                         | 0          | 0          | CG+CdL          | 0+3             | 0               | -                  | -                  | -                  | -          | -          | -          | 3      | 0      |
| 2019                       | Ehime                      | J2                         | 4          | 1          | CG              | 1               | 0               | -                  | -                  | -                  | -          | -          | -          | 5      | 1      |
| 2020                       | Ehime                      | J2                         | 39         | 6          | -               | -               | -               | -                  | -                  | -                  | -          | -          | -          | 39     | 6      |
| 2021                       | Ehime                      | J2                         | 34         | 8          | CG              | 1               | 1               | -                  | -                  | -                  | -          | -          | -          | 35     | 9      |
| Totale Ehime               | Totale Ehime               | Totale Ehime               | 77         | 15         |                 | 2               | 1               |                    | -                  | -                  |            | -          | -          | 79     | 16     |
| 2022                       | Sanfrecce Hiroshima        | J1                         | 16         | 3          | CG+CdL          | 3+8             | 2+2             | -                  | -                  | -                  | -          | -          | -          | 27     | 7      |
| 2023                       | Sanfrecce Hiroshima        | J1                         | 32         | 3          | CG+CdL          | 2+5             | 0+2             | -                  | -                  | -                  | -          | -          | -          | 39     | 5      |
| feb.-giu. 2024             | Sanfrecce Hiroshima        | J1                         | 14         | 2          | CG+CdL          | 0+1             | 0+1             | -                  | -                  | -                  | -          | -          | -          | 15     | 3      |
| Totale Sanfrecce Hiroshima | Totale Sanfrecce Hiroshima | Totale Sanfrecce Hiroshima | 62         | 8          |                 | 22              | 7               |                    | -                  | -                  |            | -          | -          | 84     | 15     |
| 2024-2025                  | Salisburgo                 | BL                         | 4          | 0          | CA              | 1               | 0               | UCL                | 3                  | 0                  | Cmc        | -          | -          | 8      | 0      |
| Totale carriera            | Totale carriera            | Totale carriera            | 143        | 24         |                 | 27              | 8               |                    | 0                  | 0                  |            | -          | -          | 171    | 31     |

### Cronologia presenze e reti in nazionale
| Cronologia completa delle presenze e delle reti in nazionale ― Giappone | Cronologia completa delle presenze e delle reti in nazionale ― Giappone | Cronologia completa delle presenze e delle reti in nazionale ― Giappone | Cronologia completa delle presenze e delle reti in nazionale ― Giappone | Cronologia completa delle presenze e delle reti in nazionale ― Giappone | Cronologia completa delle presenze e delle reti in nazionale ― Giappone | Cronologia completa delle presenze e delle reti in nazionale ― Giappone | Cronologia completa delle presenze e delle reti in nazionale ― Giappone |
| Data                                                                    | Città                                                                   | In casa                                                                 | Risultato                                                               | Ospiti                                                                  | Competizione                                                            | Reti                                                                    | Note                                                                    |
| ----------------------------------------------------------------------- | ----------------------------------------------------------------------- | ----------------------------------------------------------------------- | ----------------------------------------------------------------------- | ----------------------------------------------------------------------- | ----------------------------------------------------------------------- | ----------------------------------------------------------------------- | ----------------------------------------------------------------------- |
| 1-1-2024                                                                | Tokyo                                                                   | Giappone                                                                | 5 – 0                                                                   | Thailandia                                                              | Amichevole                                                              | 1                                                                       | 79’                                                                     |
| 6-6-2024                                                                | Yangon                                                                  | Birmania                                                                | 0 – 5                                                                   | Giappone                                                                | Qual. Mondiali 2026                                                     | -                                                                       | 46’                                                                     |
| 11-6-2024                                                               | Hiroshima                                                               | Giappone                                                                | 5 – 0                                                                   | Siria                                                                   | Qual. Mondiali 2026                                                     | -                                                                       | 73’                                                                     |
| Totale                                                                  |                                                                         | Presenze                                                                | 3                                                                       |                                                                         | Reti                                                                    | 1                                                                       |                                                                         |

| Cronologia completa delle presenze e delle reti in nazionale ― Giappone under 20 | Cronologia completa delle presenze e delle reti in nazionale ― Giappone under 20 | Cronologia completa delle presenze e delle reti in nazionale ― Giappone under 20 | Cronologia completa delle presenze e delle reti in nazionale ― Giappone under 20 | Cronologia completa delle presenze e delle reti in nazionale ― Giappone under 20 | Cronologia completa delle presenze e delle reti in nazionale ― Giappone under 20 | Cronologia completa delle presenze e delle reti in nazionale ― Giappone under 20 | Cronologia completa delle presenze e delle reti in nazionale ― Giappone under 20 |
| Data                                                                             | Città                                                                            | In casa                                                                          | Risultato                                                                        | Ospiti                                                                           | Competizione                                                                     | Reti                                                                             | Note                                                                             |
| -------------------------------------------------------------------------------- | -------------------------------------------------------------------------------- | -------------------------------------------------------------------------------- | -------------------------------------------------------------------------------- | -------------------------------------------------------------------------------- | -------------------------------------------------------------------------------- | -------------------------------------------------------------------------------- | -------------------------------------------------------------------------------- |
| 14-6-2017                                                                        | Mafra                                                                            | Giappone under 20                                                                | 2 – 0                                                                            | Stati Uniti under 20                                                             | Amichevole                                                                       | -                                                                                |                                                                                  |
| 4-11-2017                                                                        | Ulan Bator                                                                       | Giappone under 20                                                                | 7 – 0                                                                            | Mongolia under 20                                                                | Qualificazioni Coppa d'Asia AFC Under-20 2018                                    | -                                                                                |                                                                                  |
| 6-11-2017                                                                        | Ulan Bator                                                                       | Singapore under 20                                                               | 0 – 7                                                                            | Giappone under 20                                                                | Qualificazioni Coppa d'Asia AFC Under-20 2018                                    | 1                                                                                | 64’                                                                              |
| 25-3-2018                                                                        | Giacarta                                                                         | Indonesia under 20                                                               | 1 – 4                                                                            | Giappone under 20                                                                | Amichevole                                                                       | -                                                                                | 73’                                                                              |
| Totale                                                                           |                                                                                  | Presenze                                                                         | 4                                                                                |                                                                                  | Reti                                                                             | 1                                                                                |                                                                                  |

## Palmarès

### Club

#### Competizioni nazionali
- Coppa J. League: 1

Sanfrecce Hiroshima: 2022

### Individuale
- Miglior gol della J1 League: 1

2022